# Kloster des hl. Samuel des Bekenners

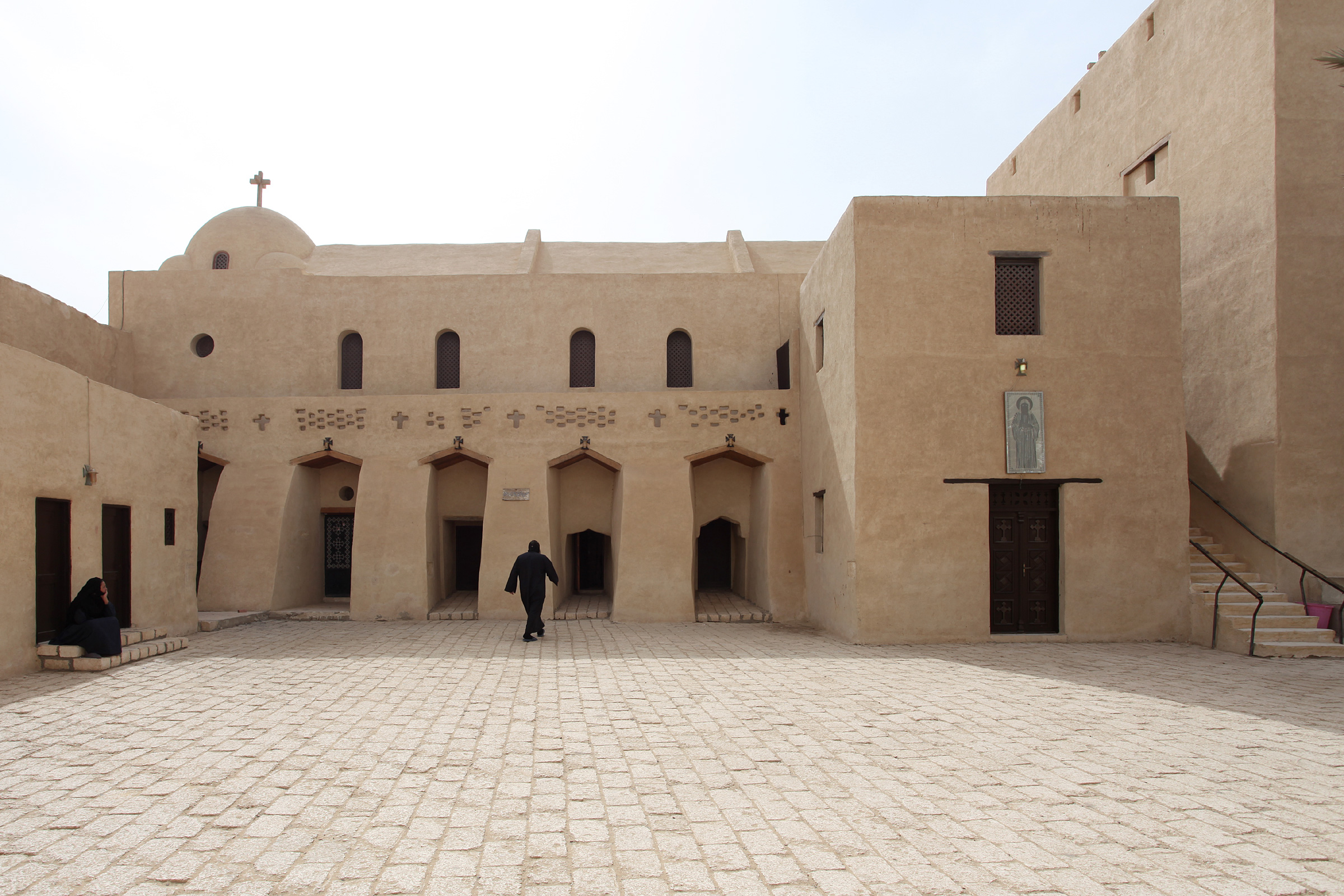

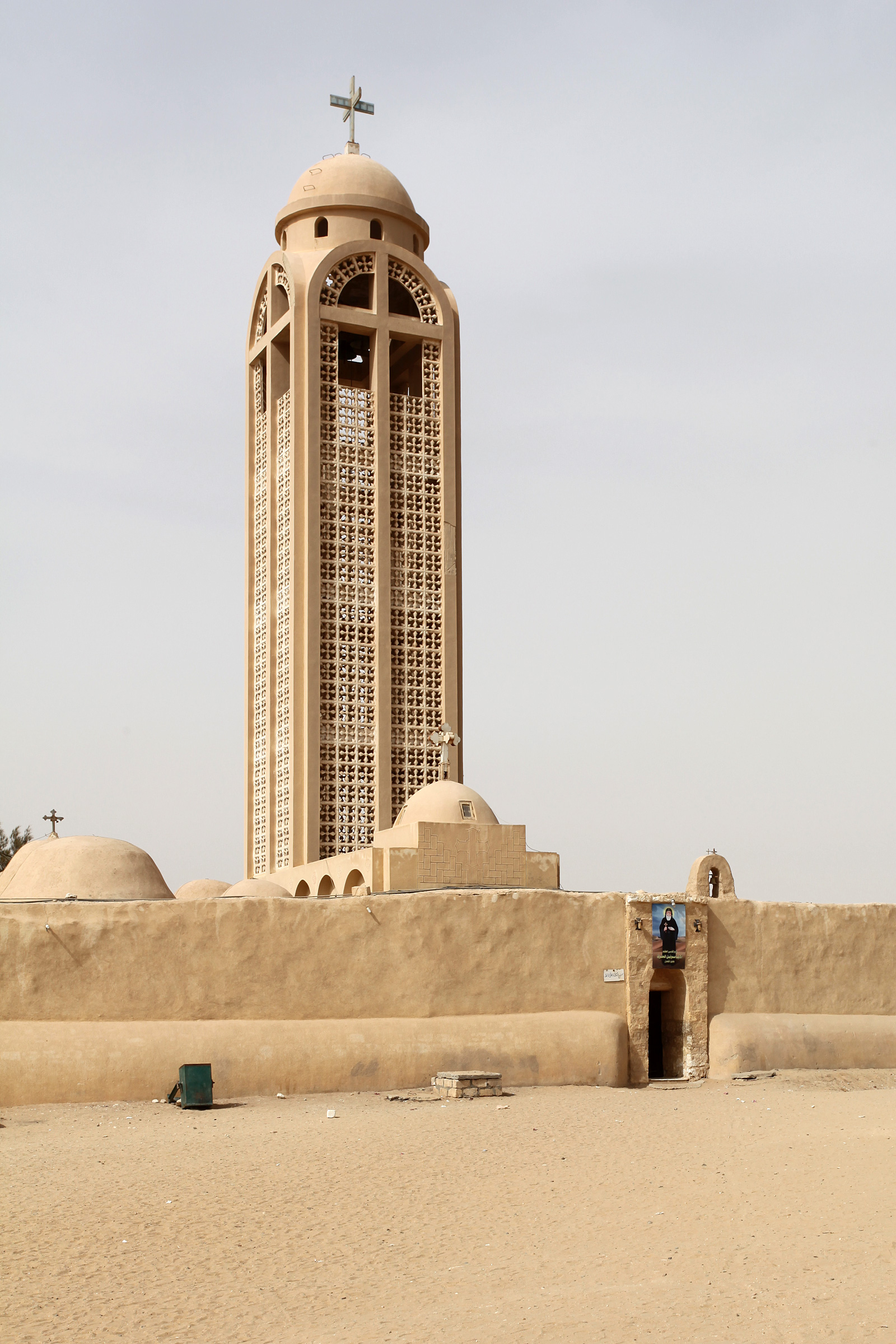

Das Kloster des hl. Samuel des Bekenners, Deir el-Anba Samu'il, arabisch: دير الأنبا صموئيل المعترف ist ein koptisches Kloster  im Gouvernement Bani Suwaif in Ägypten. Es geht auf Samuel den Bekenner zurück, der es gegründet hat.
Beim Anschlag auf einen Pilgerbus zu diesem Kloster am 26. Mai 2017 kamen im Gouvernement al-Minya 28 Menschen ums Leben.